# 아메야요코초

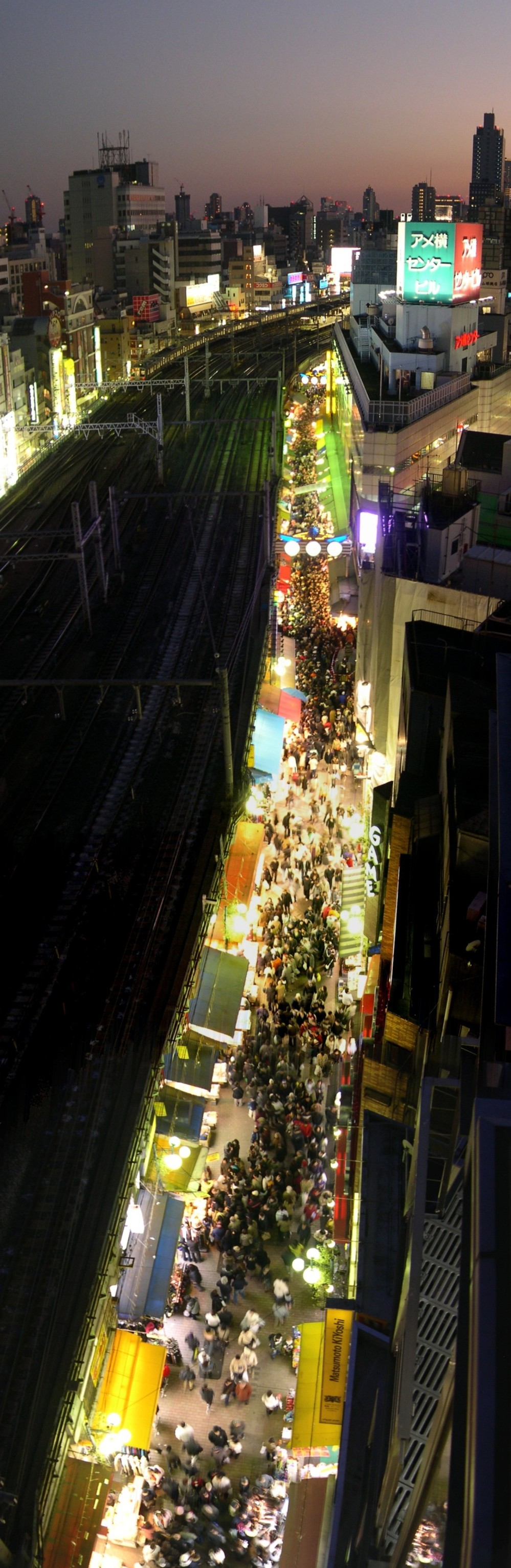
밤중의 아메야요코초 (2006년 12월 30일)

아메야요코초(アメヤ横丁)는 일본 도쿄도 다이토구 우에노에 있는 재래시장이다. 우에노역에서 오카치마치역 사이의 고가 철로를 따라 약 400m 거리이다. 시장은 약 164,227 평방 피트로, 요도바시 카메라 빌딩 뒤부터 시작해, 야마노테 선을 따라 코무로 빌딩까지 이어져 있다.
아메야라는 어원은 두 가지 설이 있다. 사탕가게라는 뜻을 가진 아메야(飴屋)에서 전해진 이름으로, 제2차 세계 대전 직후 설탕을 구하기 어렵던 시절에 시장에 사탕 가게가 줄지어 있었던 것이 어원이라는 설이 있다.
흔히 전통 공예품, 어패류나 건어물등을 중심으로 한 각종 식품, 의류, 신발, 액세서리 등을 취급하는 가게 400여 곳이 다닥다닥 늘어서 있다.

## 현재
현재는 식품(어패류, 건어물 등), 의류, 신발, 보석 등을 취급하는 가게가 주를 이루고 있다. 특히 연말에는 새해를 맞이하기 위해 음식을 사는 사람들로 평소보다 더 붐빈다. 이 모습은 매년 TV와 라디오에서 새해의 명물로 방송된다.

## 사진

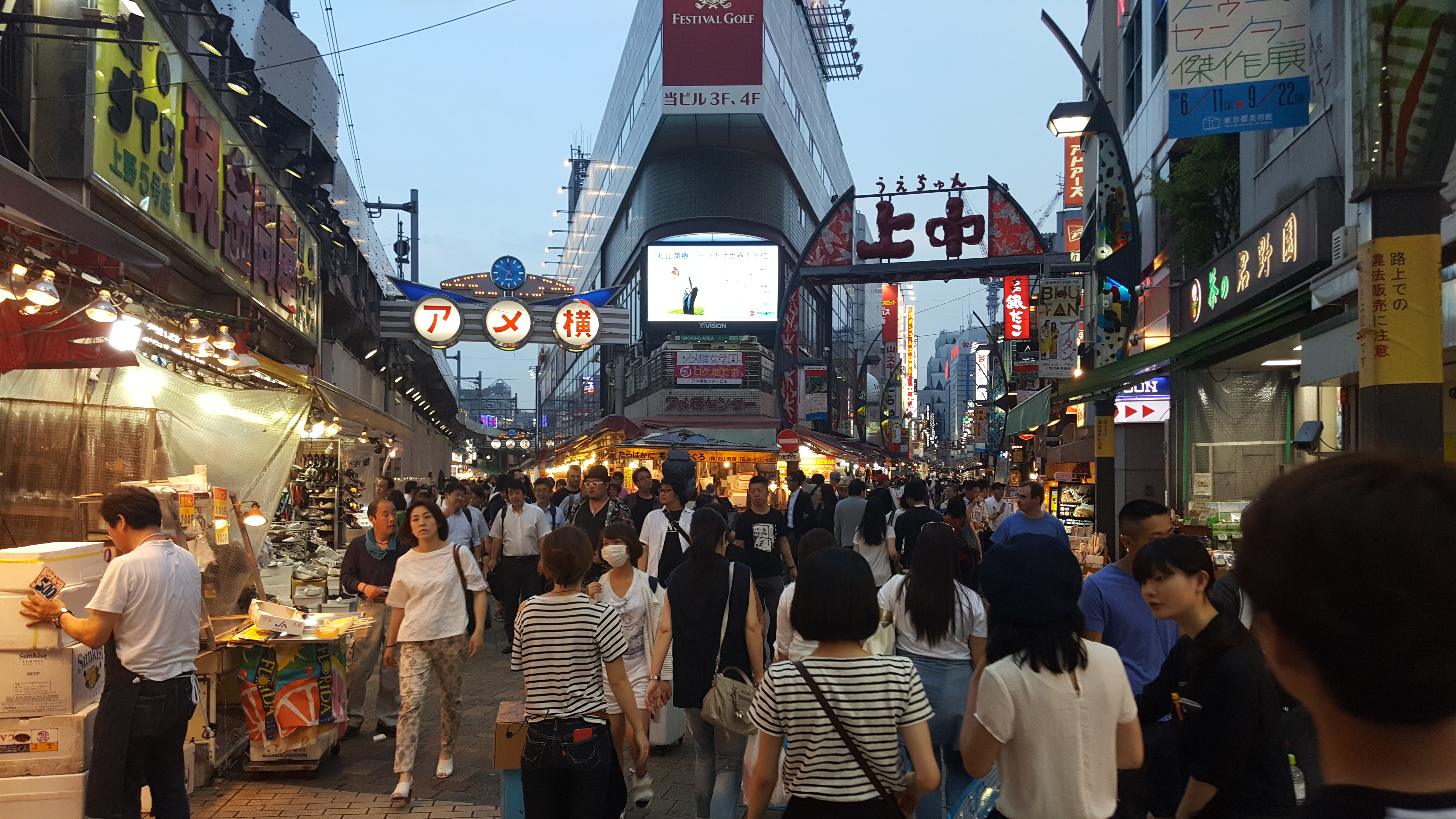
2016년 6월 아메야요코초